# سیارک ۲۵۹۲۴
سیارک ۲۵۹۲۴ (به انگلیسی: 25924 Douglasadams، نامگذاری:2001DA42) بیست و پنج هزار و نهصد و بیست و چهارمین سیارک کشف شده‌است که در ۱۹ فوریه ۲۰۰۱ کشف شد.
قدر مطلق سیارک برابر ۷٫۴ است.